# Lockheed C-130 Hercules
Pour les articles homonymes, voir Hercules.
Le Lockheed C-130 Hercules est un avion de transport militaire conçu par les États-Unis au début des années 1950. Il a rencontré un succès remarquable avec plus de 2 700 exemplaires construits pour près de soixante-dix pays utilisateurs.
Il est en 2025 encore largement utilisé et toujours produit dans des versions améliorées.

## Conception
En 1951, après le blocus de Berlin et le début de la guerre de Corée, les États-Unis veulent moderniser leur flotte de transporteurs constituée de C-47 Skytrain et C-119 Flying Boxcar. L'US Air Force lance donc une demande pour un avion de transport d'assaut pouvant transporter 64 parachutistes, décoller et atterrir sur des pistes rudimentaires, et fonctionner avec un moteur arrêté.
En 1952, l'USAF choisit le projet de Lockheed baptisé YC-130A et lui fait construire 2 prototypes. Le 23 août 1954, le premier vol a lieu à Burbank en Californie et dès le 9 décembre 1956, le C-130A Hercules est mis en service au sein de l'USAF. Il peut embarquer 6 palettes master 463 l.
Le 1 500e avion est livré au début de mars 1978. À cette date, 998 Hercules ont été livrés à l'armée américaine par Lockheed, 433 à des gouvernements étrangers et 69 versions civiles allongées L.100 à des compagnies civiles. Le total des heures de vol dépasse les 12 millions.
Au 14 janvier 2014, 202 Hercules des forces américaines retirés du service sont en dépôt au 309th Aerospace Maintenance and Regeneration Group (AMARG).

## Versions

### Sous-versions du C-130 Hercules
- YC-130 : Deux prototypes avec des moteurs de type T56-A-1 de 3 250 ch et radar APS-42
- C-130A : Version de série initiale (216 exemplaires) avec 4 T56A-1A ou T56-A-9 de 3 750 ch et radar APN-59 qui donne au Hercule un nez plus proéminent
  - C-130D : Amélioration du C-130A aménagé pour les liaisons vers les bases de l'Arctique, skis de 6,22 m (12 exemplaires)
- C-130B : Seconde version de série (230 exemplaires) avec 4 T56-A-7 de 4 050 ch. 470 km franchissables en plus grâce à un réservoir supplémentaire
  - C-130E : Amélioration du C-130B avec 2 réservoirs externes et renforcement de la voilure ainsi que des freins
- C-130H : Troisième version de série équipée de T56-A-15 de 4 910 ch
  - C-130H-30 : sous-version du C-130H rallongée de 4,57 m
  - C-130K ou Hercules C.1 et C.3 : C-130H avec d'autres moteurs, destiné à la Royal Air Force
- C-130J: Dernière version du C130 datant de la fin des années 1990 équipée du moteur Rolls-Royce Allison AE 2100 D3 et des hélices courbes à 6 pales. Cockpit entièrement modifié avec un équipage de conduite réduit à 2 + 1 soutier au lieu de 4 + 1 soutier (suppression du navigateur et du mécanicien naviguant)

### Versions civiles commerciales
Le L-100 est une version civile du C-130 créée par Lockheed.
L'Hercules C-130 est parfois utilisé comme avion bombardier d'eau. Il est alors doté du système MAFFS (système de lutte antifeu embarqué). La pénurie générale d'avions bombardier d'eau aux États-Unis impose régulièrement à l'armée américaine de mettre à disposition ses C-130 équipés de MAFFS.

### Versions spécialisées

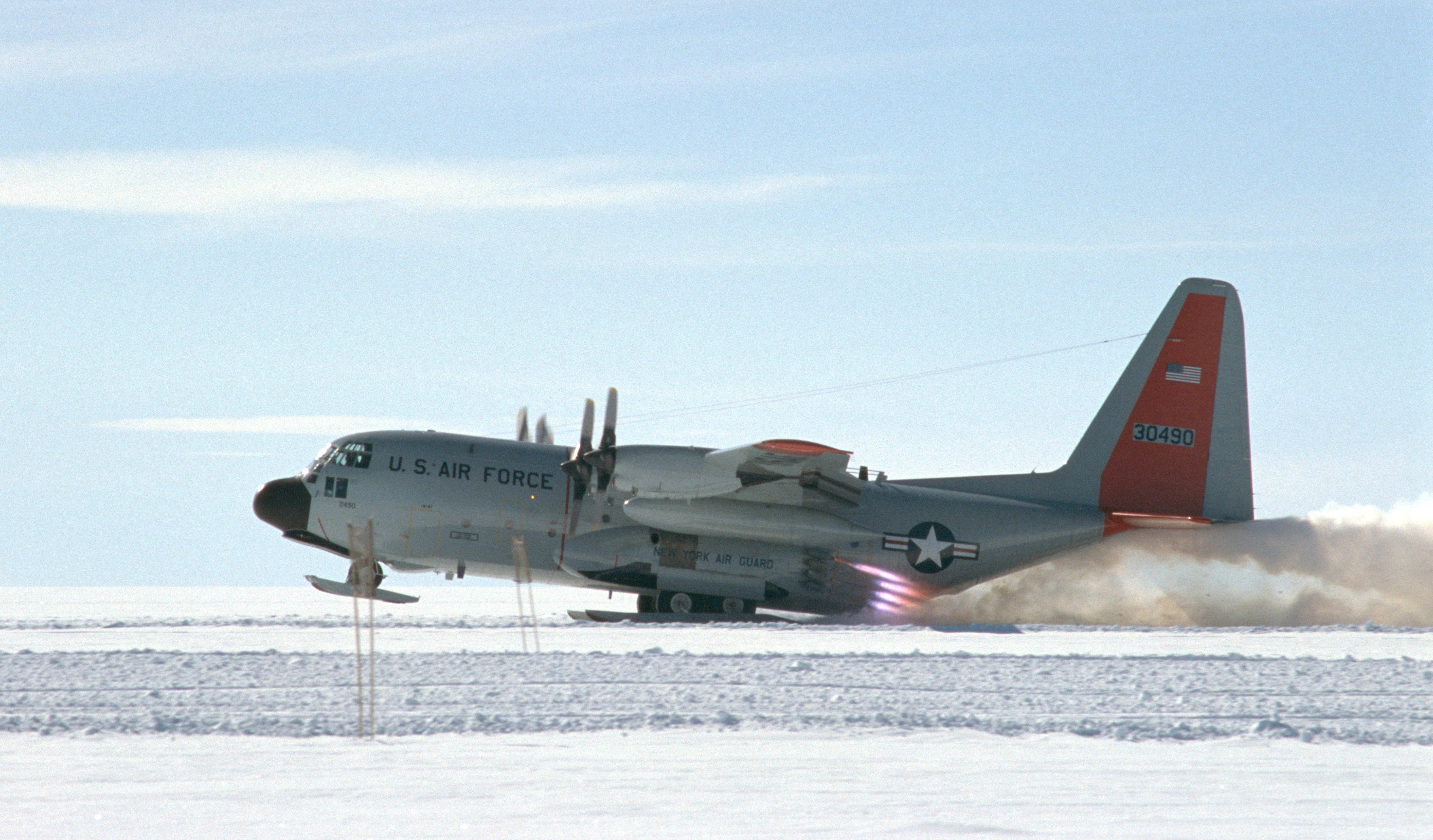
Un LC-130 au décollage au Groenland.

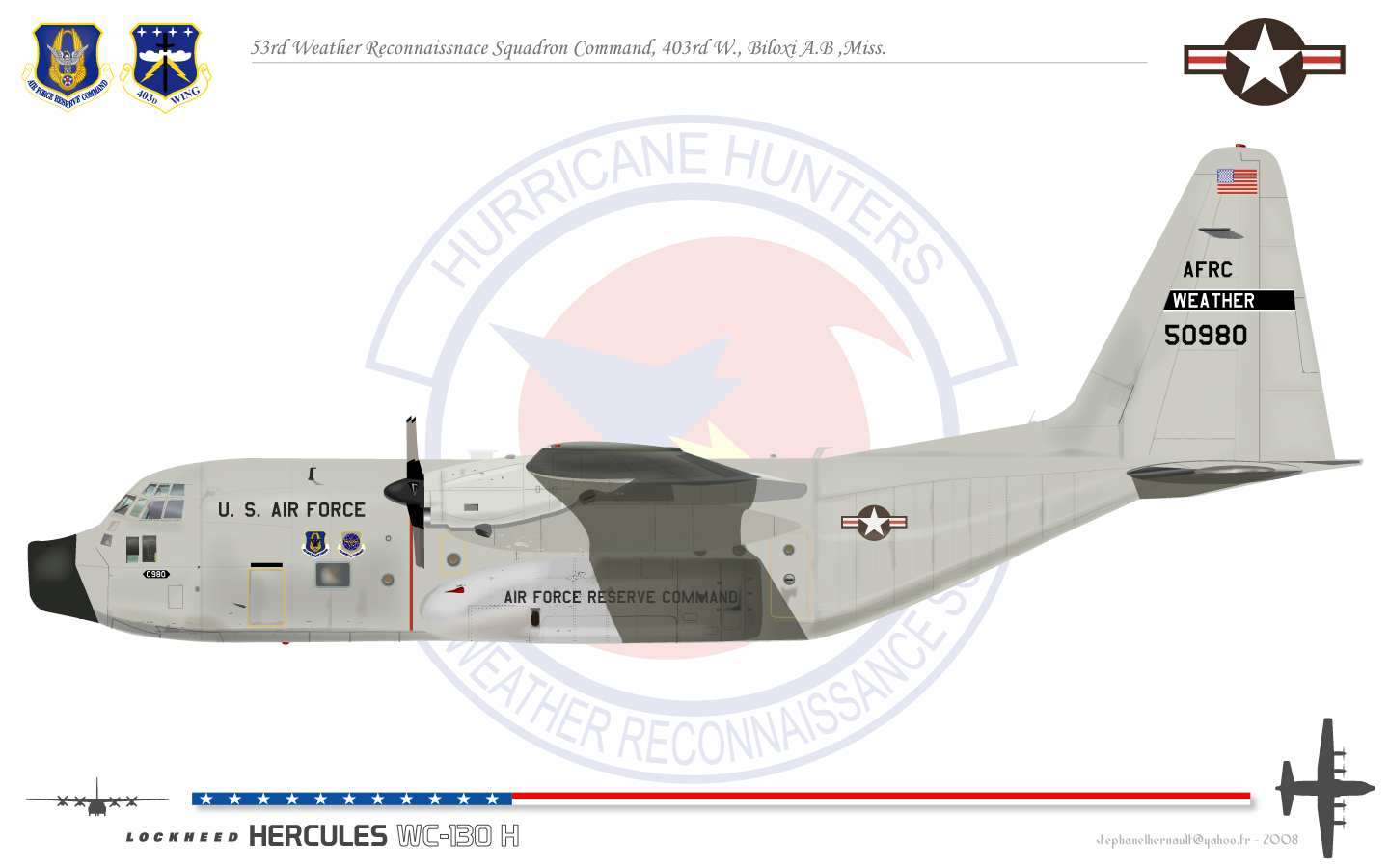
WC 130H.

- DC-130 : version pouvant emporter et guider jusqu'à 4 drones. Ces appareils peuvent aussi être reconfigurés en avions de transport ou en avions ambulance.
- JC-130 : nom donné aux versions modifiées temporairement pour des tests.
- KC-130 : avion ravitailleur.
- LC-130 : (première désignation : UV-1L) version équipée de skis pour l'United States Navy, de moteurs T56-A-16 de 4 910 ch, et de huit moteurs-fusées d'appoint de type JATO  pour pouvoir décoller à haute altitude, la base antarctique Amundsen-Scott au pôle sud étant notamment situé à 2 830 m au dessus du niveau de la mer (voir photo ci-contre, JATO alumés).
- MC-130 : version adaptée au transport et à l'exfiltration-infiltration des forces spéciales américaines.
- HC-130 : version de sauvetage utilisée, selon les versions, par les unités de sauvetage de pilotes éjectés de l'United States Air Force et par les garde-côtes.
- NC-130B : Prototype d'avion à décollage et atterrissage très courts. Il possède 2 moteurs de plus sans hélices qui compriment de l'air pour les volets et la gouverne.
- RC-130 : version de reconnaissance.
- SC-130 : version de lutte anti-sous-marine.
- VC-130 : version de transport de hautes personnalités.
- WC-130 : version de reconnaissance météo, surnommée Les chasseurs d'ouragans. Ces appareils traversent parfois de part en part les ouragans. Les données recueillies sont transmises automatiquement au National Hurricane Center à Miami, Floride.

#### AC-130Spectre/Spooky

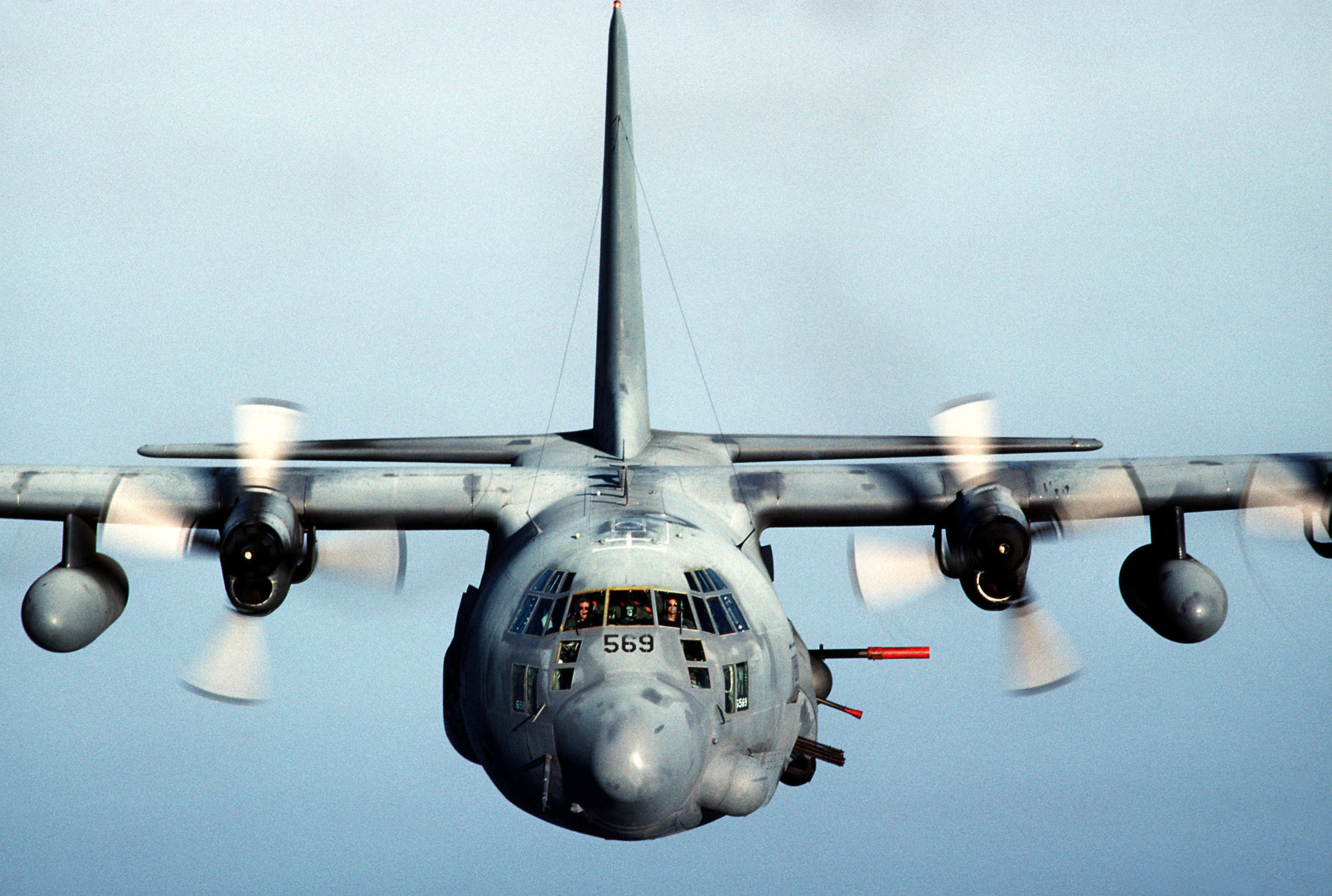
Un AC-130 de face.

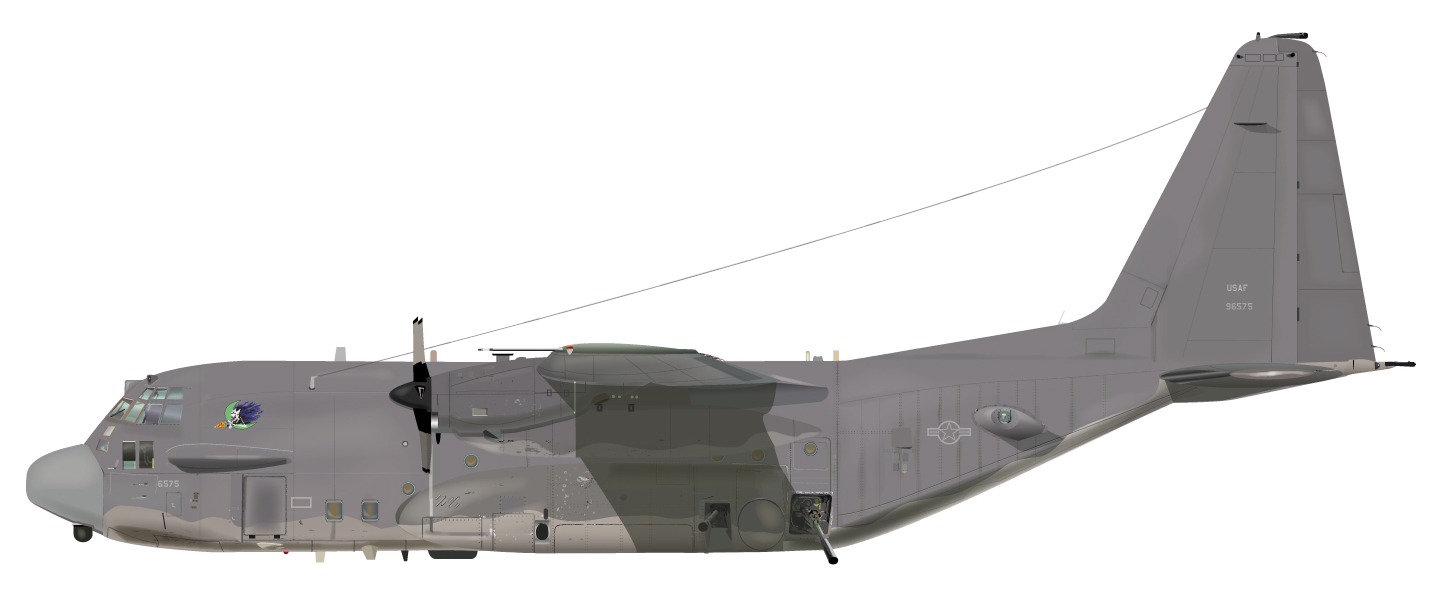
AC 130H du SOS.

L'AC-130 Spectre est un appareil d'appui aérien rapproché de type gunship, destiné à fournir un appui-feu pour des unités engagées au sol. Mis au point pour la guerre du Viêt Nam, il a également servi à La Grenade, au Panama, en Somalie, en Yougoslavie, en Afghanistan et en Irak.
La particularité des avions « gunships » est de tirer avec des canons en sabords, c’est-à-dire des armes dont l'axe de tir est perpendiculaire à l'axe de vol de l'avion. Cette disposition permet :
- d'utiliser en même temps plusieurs armes installées le long du fuselage ;
- de tirer de manière continue puisqu'il suffit de pointer les armes puis de suivre une trajectoire circulaire régulière ;
- de ne pas survoler directement la cible et donc de ne pas passer au-dessus de ses défenses anti-aériennes rapprochées.

Plusieurs « gunships » sont basés sur la cellule du C-130 : les AC-130A/E/H Spectre et l'AC-130U Spooky. Seules les versions H et U sont encore en service.
L'AC-130H Spectre est armé de deux canons M61 Vulcan de calibre 20 mm, d'un canon Bofors L60 de calibre 40 mm et d'un canon court M102 de 105 mm, qui est le canon du plus gros calibre jamais monté sur un avion. Sur l'AC-130U Spooky, les Vulcan sont remplacés par un canon GAU-12/U Equalizer de calibre 25 mm.
Le remplacement des canons de calibre 40 mm Bofors ainsi que des canons rotatifs de 25 mm des C-130 U par des Bushmaster II de calibre 30 mm a été étudié de 2007 à 2011 mais la rénovation n'a pas été retenue.

#### EC-130

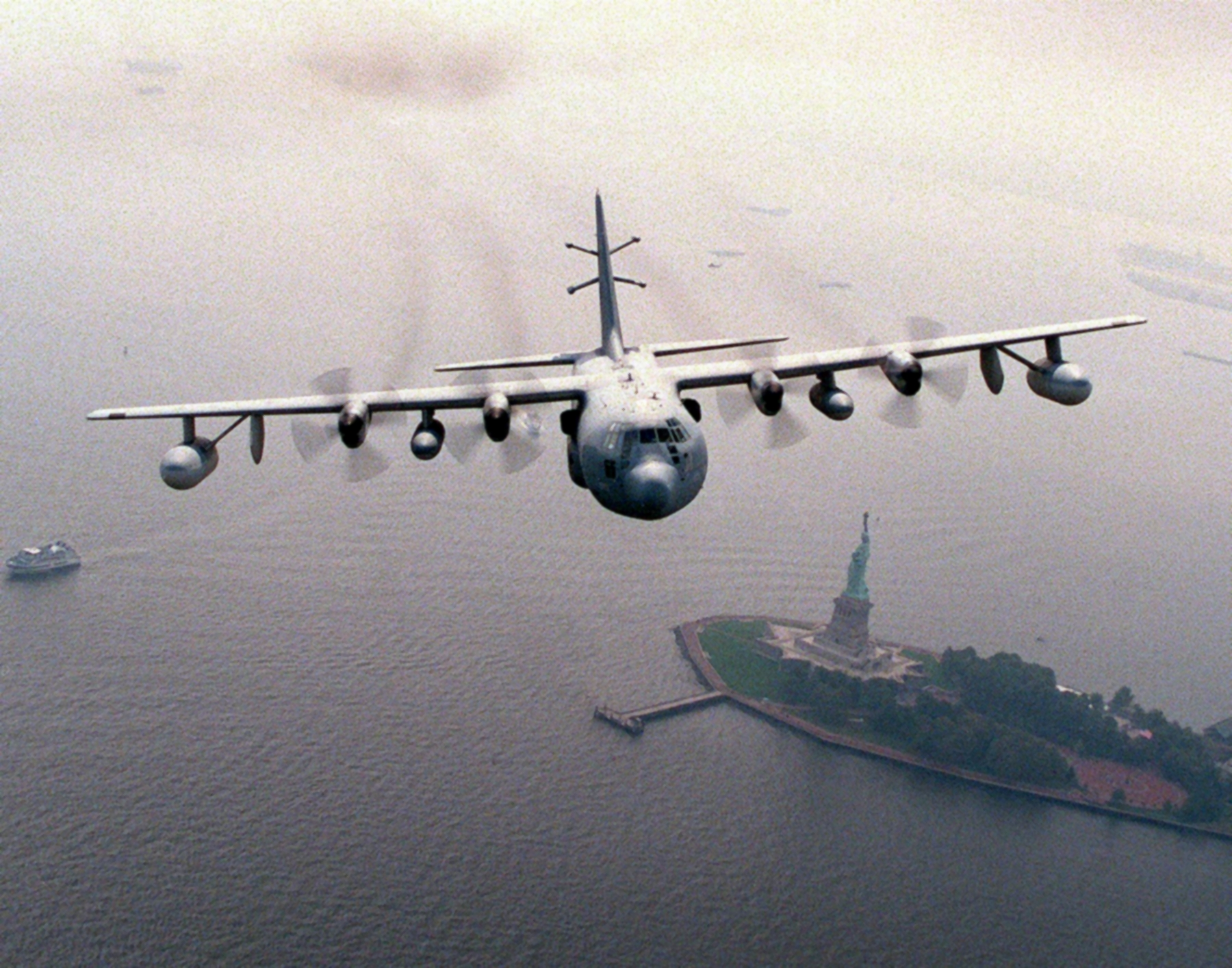
Un EC-130E Commando Solo au-dessus de la statue de la Liberté.

Le Hercules a été dérivé en plusieurs versions de poste de commandement aéroporté, de reconnaissance électronique, de guerre électronique et de guerre psychologique. Deux versions principales sont actuellement en service dans l'United States Air Force :
- le EC-130J Commando Solo III (qui remplace depuis 2006 les EC-130E Commando Solo II, auparavant appelés Coronet Solo, Volant Solo, Commando Solo et enfin Commando Solo II), chargé de la guerre psychologique. Il est équipé pour diffuser des émissions radio AM, FM, HF et TV et est capable de rétablir des connexions Wi-Fi coupées en survolant la zone[8] ;
- le EC-130H Compass Call a pour mission de brouiller les communications adverses, qu'elles soient vocales ou des transmissions de données. 14 en 2019[9].

À ces appareils s'ajoutent les EC-130E Senior Hunter de détection d'émissions radio et le C-130H Scathe View de surveillance du champ de bataille.
D'autres appareils ont été retirés du service :
- les C-130A-II, C-130B-II et C-130E-II étaient des versions de reconnaissance électronique mises au point à partir de la fin des années 1950. Un C-130A-II a été abattu par la défense aérienne soviétique en 1958, tuant ses 17 membres d'équipage. La variante C-130E-II a été notamment utilisée dans le corridor de Berlin pendant la guerre froide ;
- le EC-130E ABCCC (Airborne Battlefield Command and Control Center, « centre aéroporté de commandement et de contrôle du champ de bataille », parfois abrégé en ABC³), équipé d'un module de commandement USC-15 pour assurer le rôle de poste de commandement aéroporté ;
- le EC-130E, exemplaire unique utilisé par l'US Coast Guard (garde-côtes) pour la calibration de systèmes de navigation LORAN ;
- les EC-130G et EC-130Q TACAMO (« Take Charge and Move Out ») de l'US Navy, chargés d'assurer les communications ELF avec les sous-marins en plongée. Ces appareils ont été remplacés par des Boeing E-6 Mercury ;
- le EC-130V, exemplaire unique testé par l'US Coast Guard comme avion-radar.

#### MC-130
Le MC-130 est un appareil destiné aux forces spéciales américaines. Il existe deux séries principales de MC-130 utilisés par l'US Air Force :
- les MC-130E Combat Talon et MC-130H Combat Talon II, chargés d'infiltrer, ravitailler et exfiltrer les équipes de forces spéciales en profondeur du territoire ennemi, généralement en volant à basse altitude, de nuit et/ou par mauvais temps. De 1965 à 1996, les Combat Talon étaient équipés du spectaculaire système STAR (surface-to-air recovery system) de l'ingénieur Fulton, permettant de récupérer des hommes au sol sans que l'avion ait à se poser. Des MC-130W sont récemment entrés en service en raison des nombreux besoins actuels des forces spéciales américaines ;
- le MC-130P Combat Shadow, chargé de ravitailler les hélicoptères de forces spéciales infiltrant ou exfiltrant des équipes de forces spéciales, généralement en profondeur du territoire ennemi, en volant à basse altitude, de nuit et/ou par mauvais temps. Éventuellement, le MC-130P peut être utilisé comme un Combat Talon pour parachuter des hommes ou du matériel.

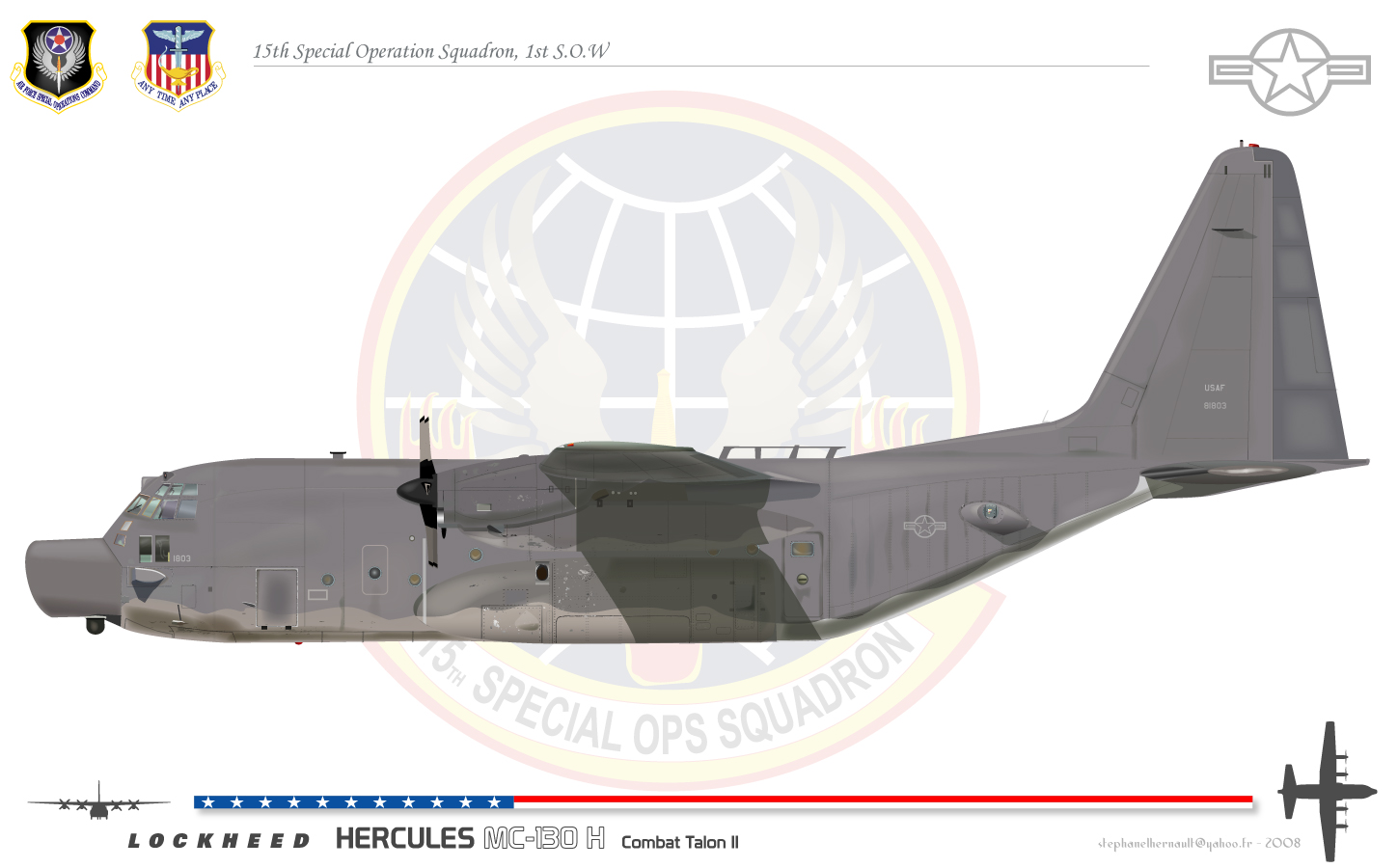
MC130H 15th S.O.S.
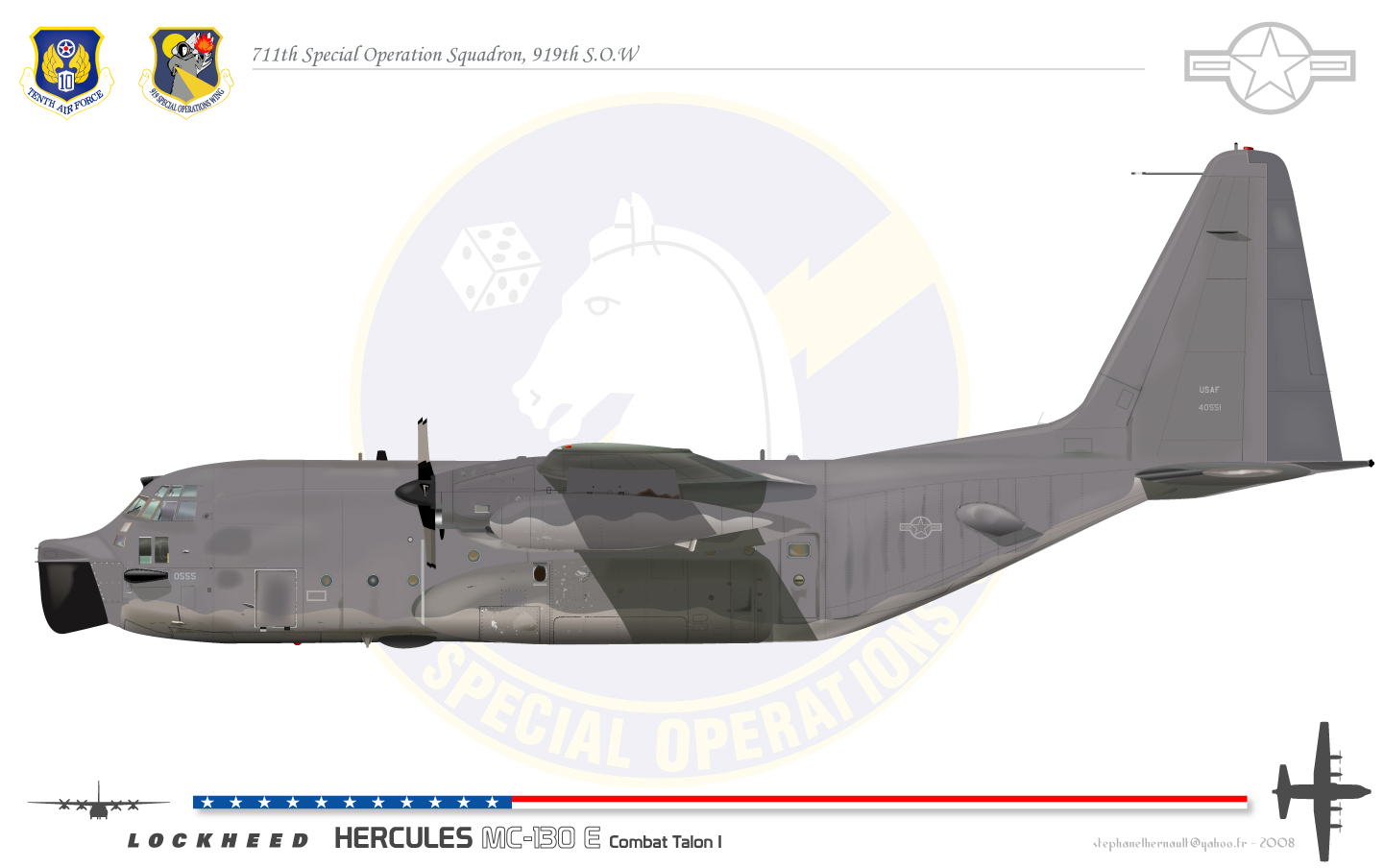
MC130E 711th S.O.S.
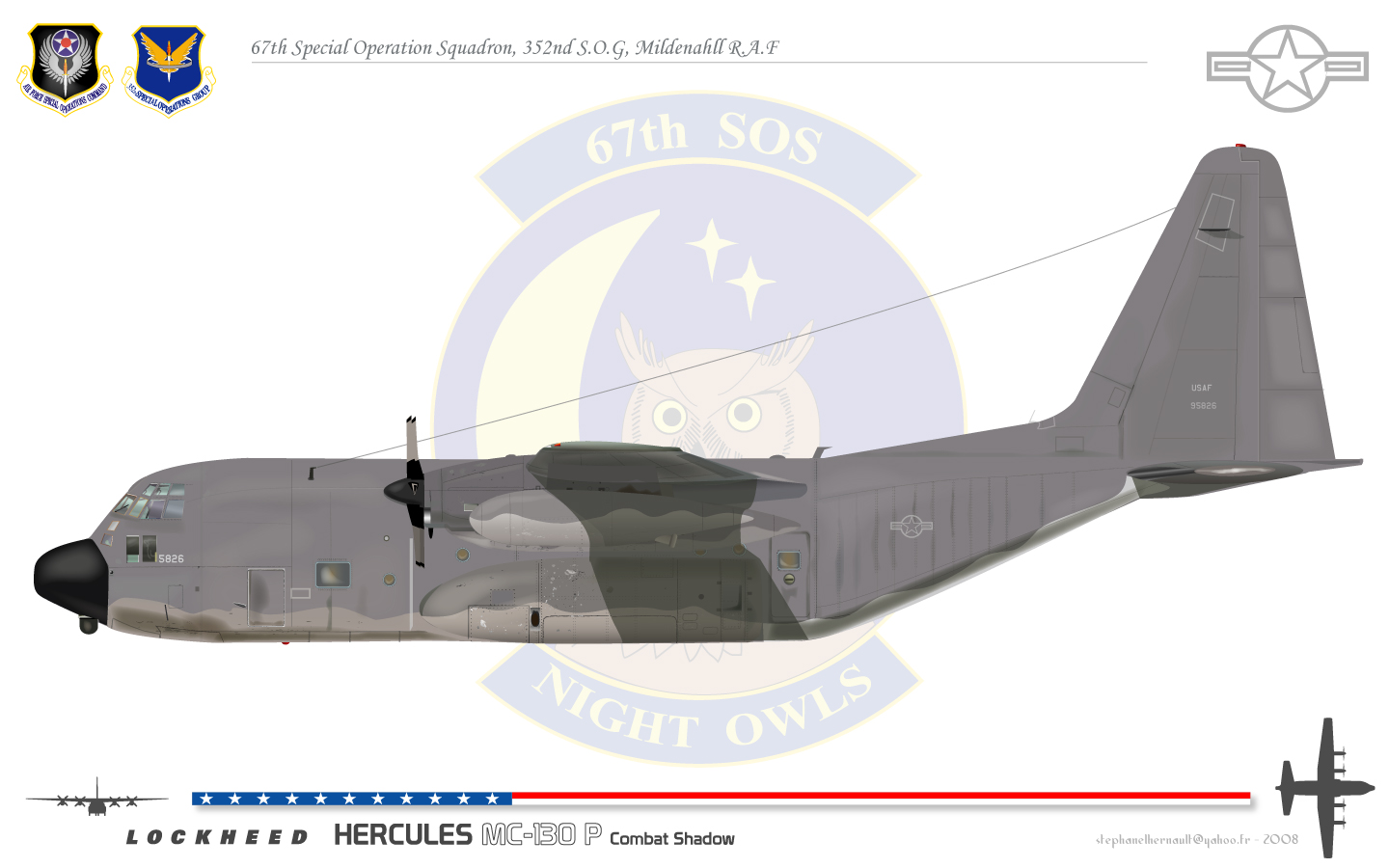
MC130P 67th S.O.S.

### Nouvelle version C-130J Super Hercules et C-130J-30
Lockheed a réalisé à la fin des années 1990 une nouvelle version, le C-130J Super Hercules, avec une sous-version allongée : C-130J-30.
Le C-130J semble n'être qu'un Hercules avec de nouveaux moteurs Rolls-Royce Allison AE2100 et des hélices courbes à 6 pales, mais il est également équipé d'un nouveau poste de pilotage où ne sont plus présents que les deux pilotes, et de quelques autres améliorations. En 2019 et 2020, l'armée française s'équipe de quatre exemplaires de cet avion,,.

## Engagements

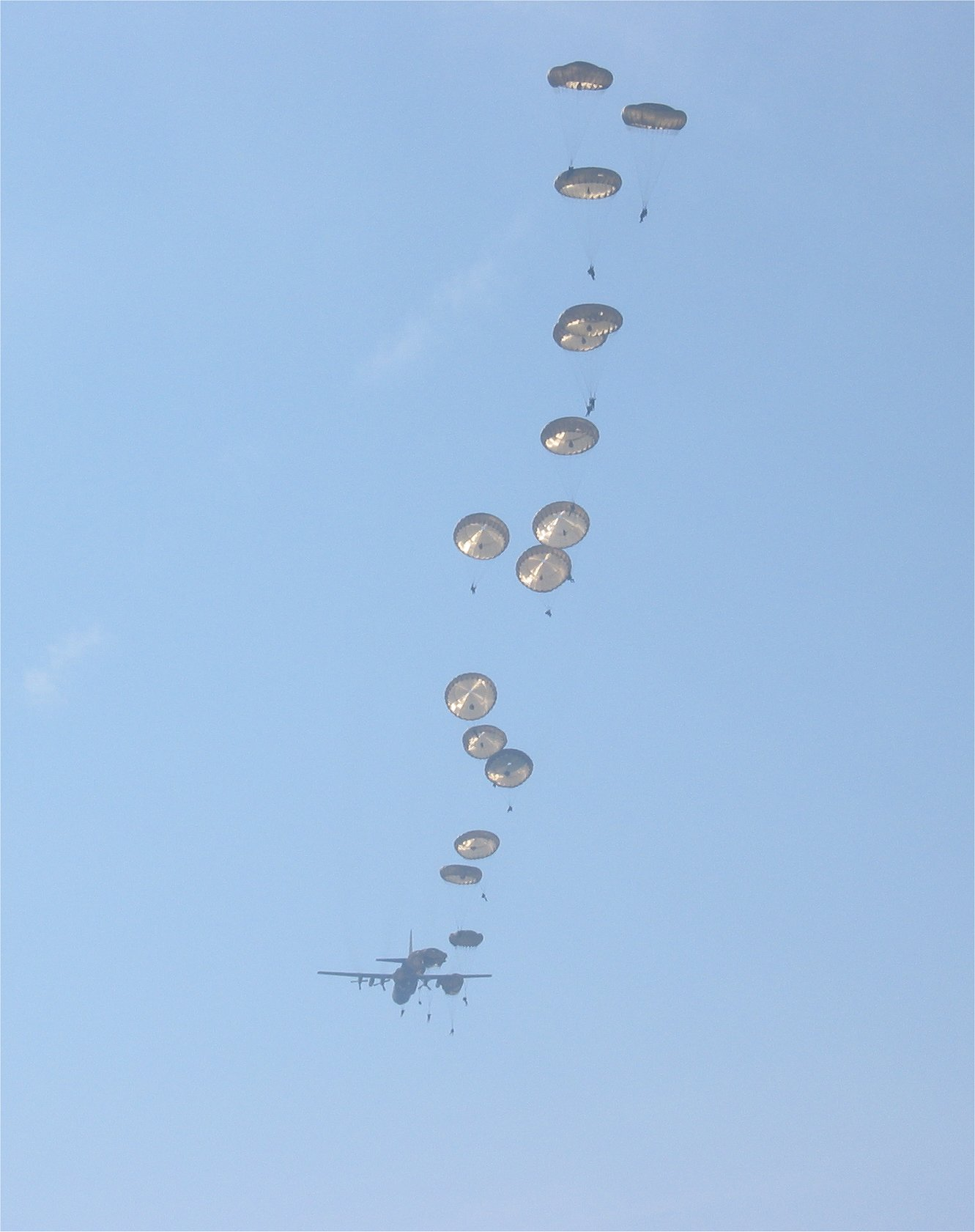
Un C-130 larguant des parachutistes

L'appareil a été engagé dans tous les conflits depuis les années 1960 par presque toutes les armées qui en sont équipées. Citons notamment la guerre du Viêt Nam où, entre juillet 1965 et novembre 1972, les avions américains effectuèrent 709 087 sorties et subirent 34 pertes au combat, la guerre des Malouines, les guerres israélo-arabes, la guerre du Golfe, la guerre en Bosnie et la guerre du Tigré.
Parmi les utilisations les plus célèbres, quatre Hercules israéliens ont été employés lors du raid d'Entebbe en 1976.
La France a acquis quatorze C-130H entre 1987 et 1997 pour renforcer sa flotte de Transall. L'Escadron de transport 2/61 Franche-Comté de la Base aérienne 123 Orléans-Bricy, a notamment employé ses C-130H pour le transport de troupes françaises (unités de la légion étrangère et troupes parachutistes d'infanterie de marine) lors de la guerre en Bosnie, pour le trajet d'Orléans à Split, Zagreb ou Sarajevo. Orléans-Bricy était d'ailleurs l'un des aéroports où était pratiqué l'entraînement dit « atterrissage Sarajevo » consistant en une approche à haute altitude et angle de descente élevé afin d'être moins vulnérable aux tirs de snipers. Les C-130H français ont également servi lors de la crise au Timor oriental et plus régulièrement en Afrique, et en particulier pendant l'opération Serval avec les largages sur Tombouctou.

## Record
En novembre 1963, un Hercules KC-130F de l'USMC (le BuNo 149798, ex-GV-1) mais mis en œuvre par la marine (Squadron VR-1) mena une campagne d'essais visant à tester son utilisation depuis un porte-avions. Il effectua 21 appontages et 21 décollages sur le pont du porte-avions USS Forrestal (CV-59). Le but était de tester l'utilisation du C-130 comme COD (anglais : Carrier onboard delivery, ou livraison à bord d'un porte-avions). Le C-130 ne fut cependant pas retenu pour le rôle de COD, mais ces essais établirent le record d'un appontage par l'avion le plus lourd sur un porte-avions.

## Pays utilisateurs

Carte du monde des utilisateurs militaires du C-130 :
Utilisateurs actuels
Anciens utilisateurs

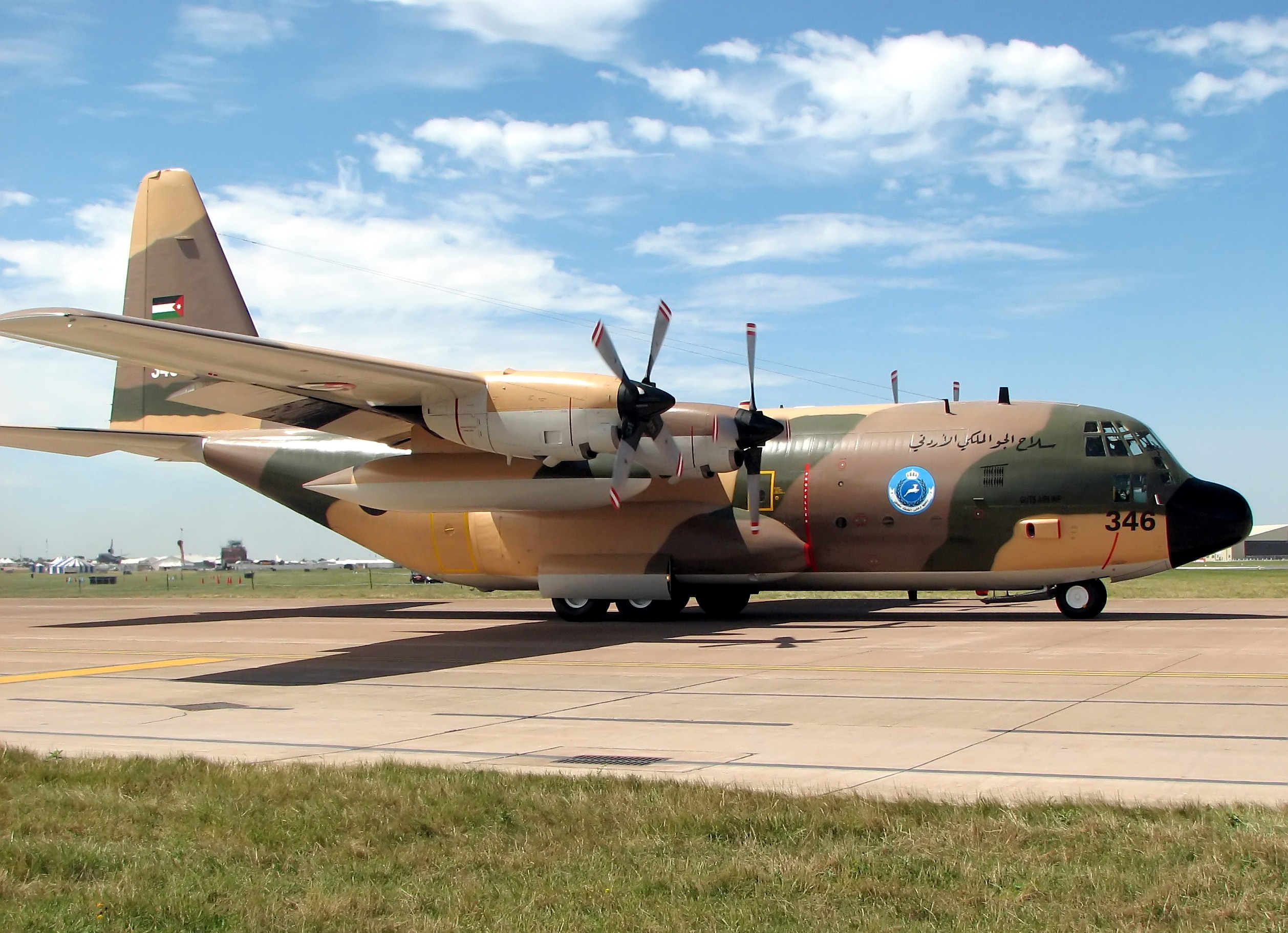
Un C-130 jordanien

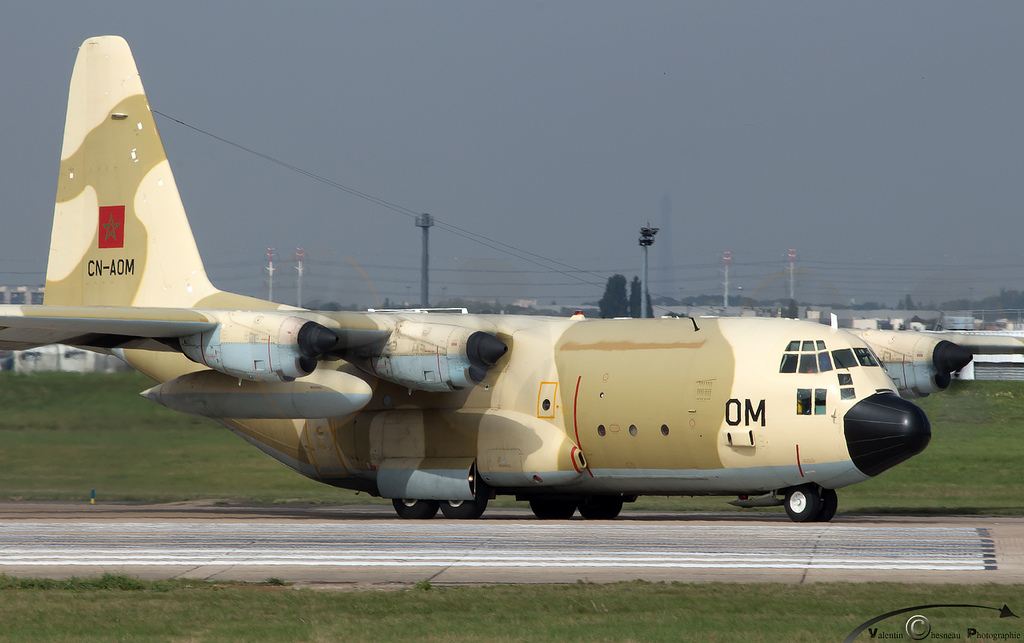
C-130 Hercules des forces armées royales marocaine

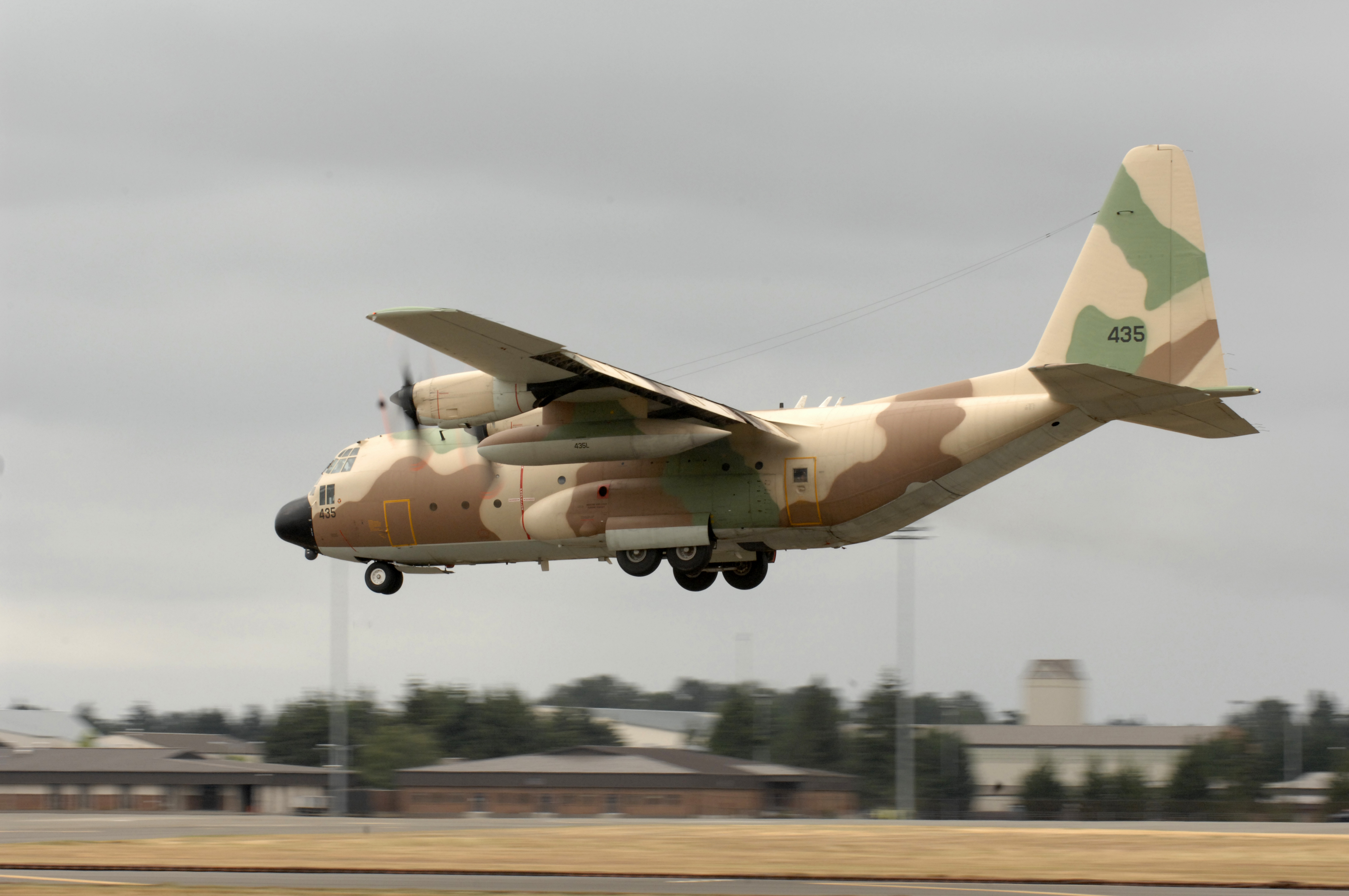
Un C-130 de Tsahal.

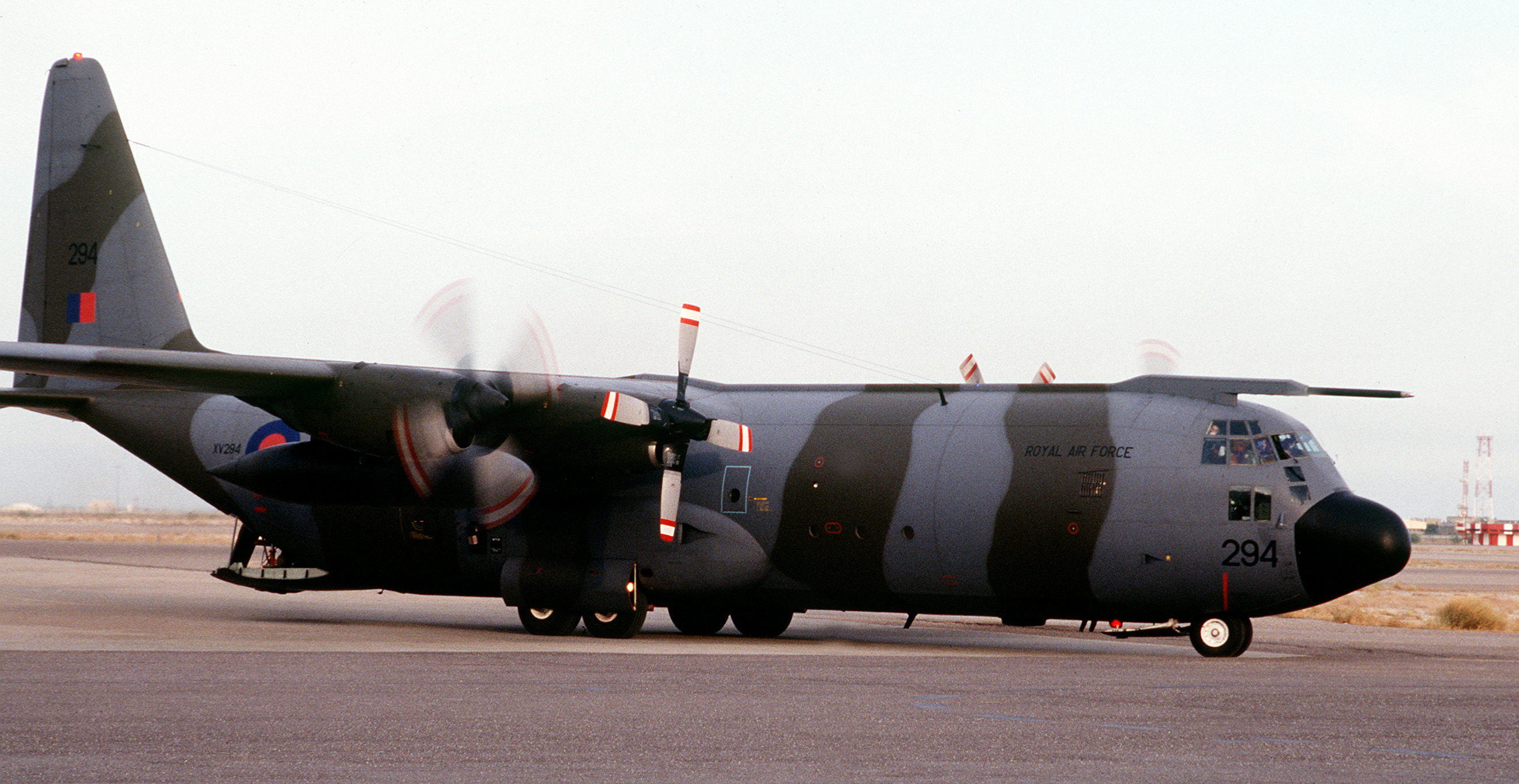
Un C-130 de la Royal Air Force

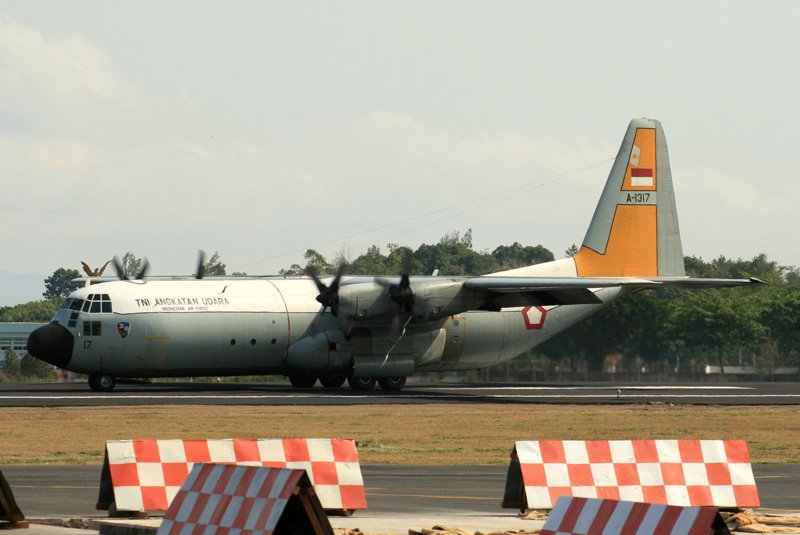
Un C-130 Hercules de l'armée de l'air indonésienne

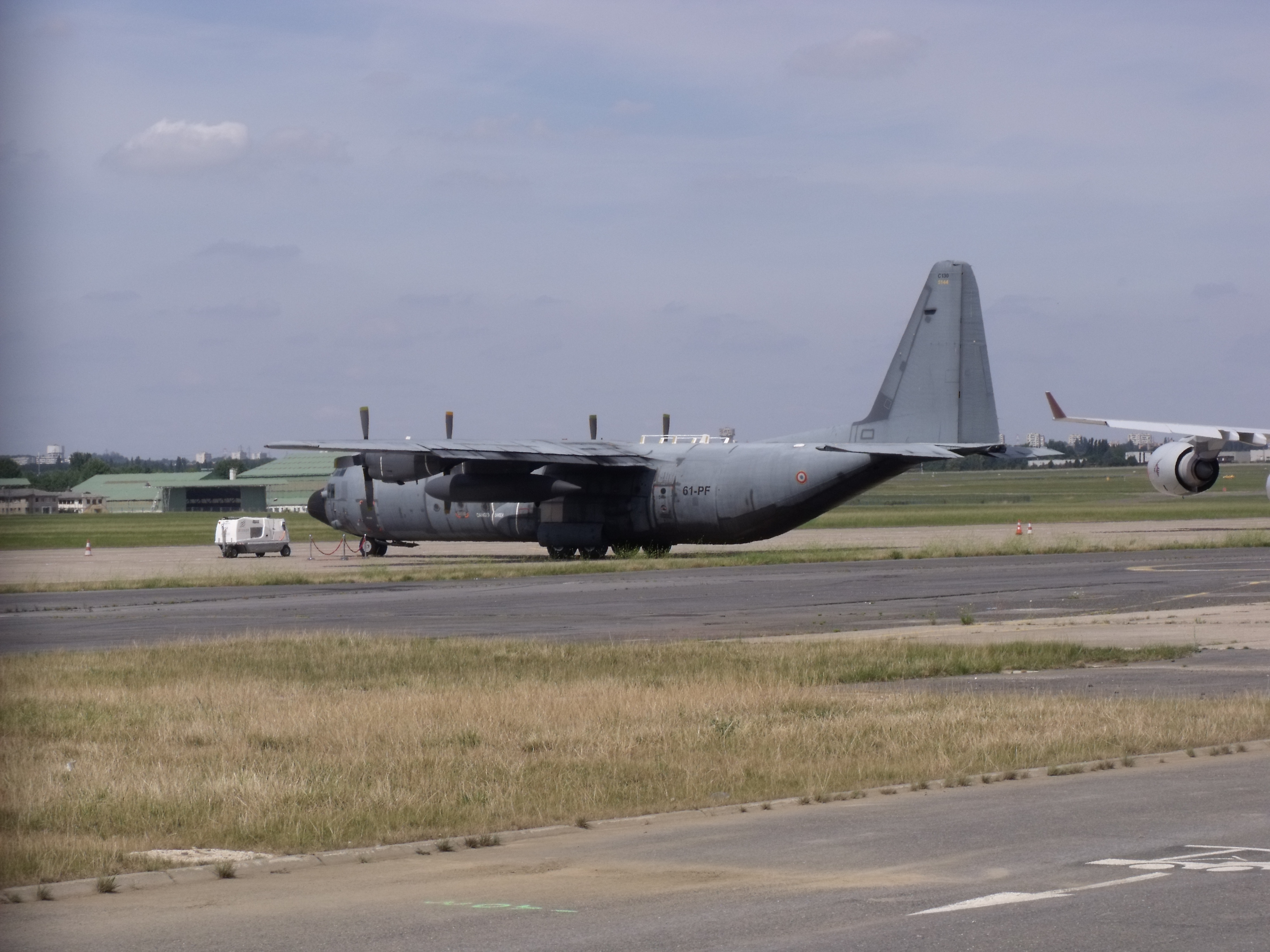
Lockheed C-130H de l'Armée de l'air française en 2012.

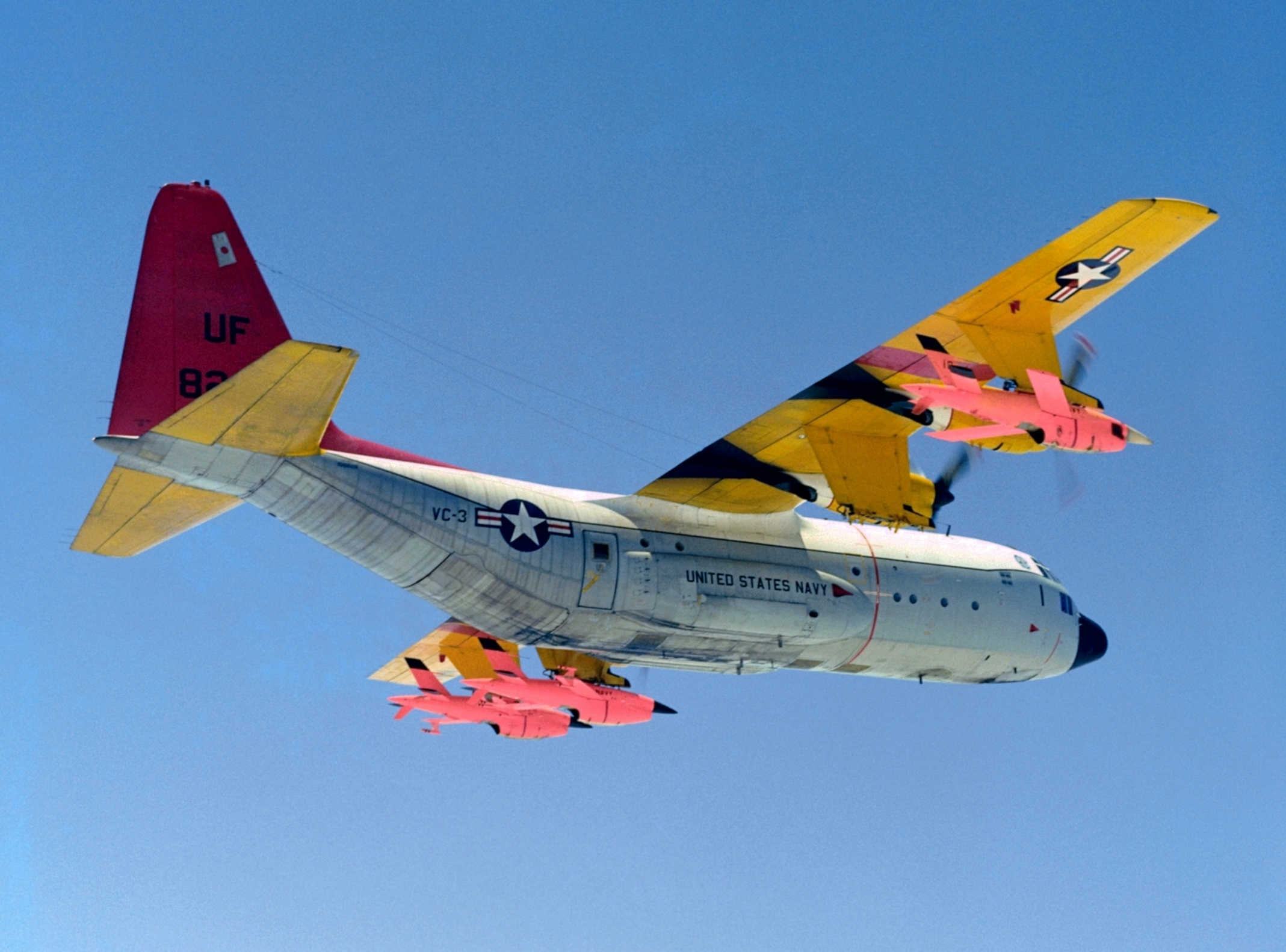
Lockheed DC-130 porte-drones en 1976

| - Afghanistan - Afrique du Sud : 8 C-130B construit dans les années 1960, 2 ou 3 en état de vol fin janvier 2020. - Algérie - Arabie saoudite - Argentine - Australie - Autriche - Bangladesh - Bahreïn : 2 C-130J ex-RAF acheté en août 2017, en essais en octobre 2018 - Belgique : 12 appareils commandés en 1972. 11 C-130H en service en février 2016. 10 en mai 2019, ils seront progressivement remplacés par 7 A400M entre 2020 et 2023. Le premier appareil, immatriculé CH-08, a été retiré du service le 27 décembre 2017, les derniers effectuent un vol d'adieu le 17 décembre 2021. Un appareil avait été perdu en 1996 lors d'un crash (CH-06) et un second dans l'incendie d'un hangar de la société Sabena Technics en 2006 (CH-02). Un appareil d'occasion fut ensuite acheté en 2009. - Bolivie - Botswana : 3 C-130B ex-USAF mit en service en 1997, 2000 et 2011. - Brésil : 29 appareils au total en service de novembre 1965 au 29 février 2024 dans la force aérienne brésilienne, 7 perdu par accidents. 8 C-130H, 2 C-130H2 (équipés de moyens de lutte contre les incendies), 2 KC-130H (appareils de ravitaillement en vol) en janvier 2019. - Cameroun - Canada : 38 en novembre 2015 - Chili - Colombie - Corée du Sud - Danemark - Égypte - Émirats arabes unis - Équateur - Espagne : En service de 1973 à 2020, 10 a cette date revendu, 2 à l'Uruguay 2 au Pérou, 6 a une compagnie privée - États-Unis : en janvier 1979, pour seulement le Military Airlift Command (en) : 311. En novembre 2015 : USAF : 209 C-130H, 103 C-130J, 2 AC-130J, 14 AC-130U, 12 AC-130W, 10 LC-130, 8 MC-130H, 27 MC-130J, 10 WC-130J; USMC : 1 C-130T, 71 KC-130J et KC-130T. En janvier 2016 : USCG : 27 HC-130H et HC-130J - Éthiopie : 2 C-130B sont entrés en service opérationnel en 1997, 2 Lockheed L-100-30 ont rejoint leurs rangs en 2007. L'un des 2 C-130B s'est écrasé en août 2013, tandis qu'un L-100-30 a été retiré du service actif. Un C-130E est livré d'occasion en 2014, il est abattu le 21 juin 2021, durant la guerre du Tigré, dans le woreda de Samre. Cela laisse a cette date un C-130B et un L-100-30 opérationnels au 15e Escadron à Debre Zeit. - France : 5 C-130H (dont 2 ex-Zaïrois) en service à partir du 7 décembre 1987 au sein de l'ET 2/61 Franche-Comté, 9 C-130H-30 en service à partir de septembre 1988. 2 C-130J-30 et deux KC-130J-30 commandés le 29 janvier 2016, livrés entre le 22 décembre 2017 et le premier trimestre 2020, entrée en service du premier le 15 janvier 2018, - Gabon - Grèce : 12 C-130B et C-130H, 2 EC-130H. - Honduras - Inde - Indonésie - Iran - Irak - Israël - Italie | - Japon - Jordanie - Koweït - Liberia - Libye : 8 C-130H livrés en 1971 avant qu'un embargo ne soit imposé a la Jamahiriya arabe libyenne, 8 autres sont confisqués. 10 en service en juin 2013 - Malaisie - Maroc - Mexique - Pays-Bas - Niger : 3 C-130H d'occasion donnés à l'armée de l'air du Niger par les États-Unis livré en janvier 2021, décembre 2021 et décembre 2022, - Nigeria - Norvège - Nouvelle-Zélande : 5 C-130H en 2020, 3 reçus en 1965 et 2 en 1969, retiré le 31 janvier 2025. Remplacés par 5 Lockheed C-130J Super Hercules commandés le 5 juin 2020 livrable entre 2024 et 2025. - Oman - Pakistan - Pérou - Philippines - Pologne : 5 C-130E en 2019, retrait alors annoncé en 2022, seront remplacés par 5 C-130H ex-américains construit en 1985 et retirés en 2017 livrable entre 2021 et 2024. - Portugal : 4 C-130H dont 3 C-130H-30 en 2019 - République démocratique du Congo - Roumanie - Royaume-Uni : 66 C-130K livrés entre le 19 décembre 1966 et mai 1968, les derniers retirés le 28 octobre 2013, 25 avions C-130J achetés en remplacement livrés entre 1998 et 2000, deux ont été perdus en service: ZH873 le 25 août 2017 et ZH876 le 12 février 2007, 14 C-130J-30 et C-130J en ligne en 2021, 5 lors de leur retrait le 30 juin 2023. Ils sont proposés à la revente, Sept vendus et livrés en date du 12 juin 2023 : quatre au Bangladesh (ZH881, ZH882 ZH884 et ZH887), deux à Bahreïn (ZH880 et ZH886) et un aux États-Unis (ZH885, devenu le nouveau "Fat Albert" avec l'escadre de démonstration de l'US Navy "Blue Angels"). - Singapour - Soudan - Sri Lanka - Suède : 8 C-130H (dénomination locale :Hercules Tp84) livré à partir de mai 1969. 6 en service en février 2024. Leurs successeurs doit être choisi en 2024. - Taïwan : 19 en service en 2024. Achetés en trois lots entre le milieu des années 1980 et la fin des années 1990. - Tchad - Thaïlande - Tunisie - Turquie - Uruguay - Venezuela - Yémen - Zambie |

Forces royales air

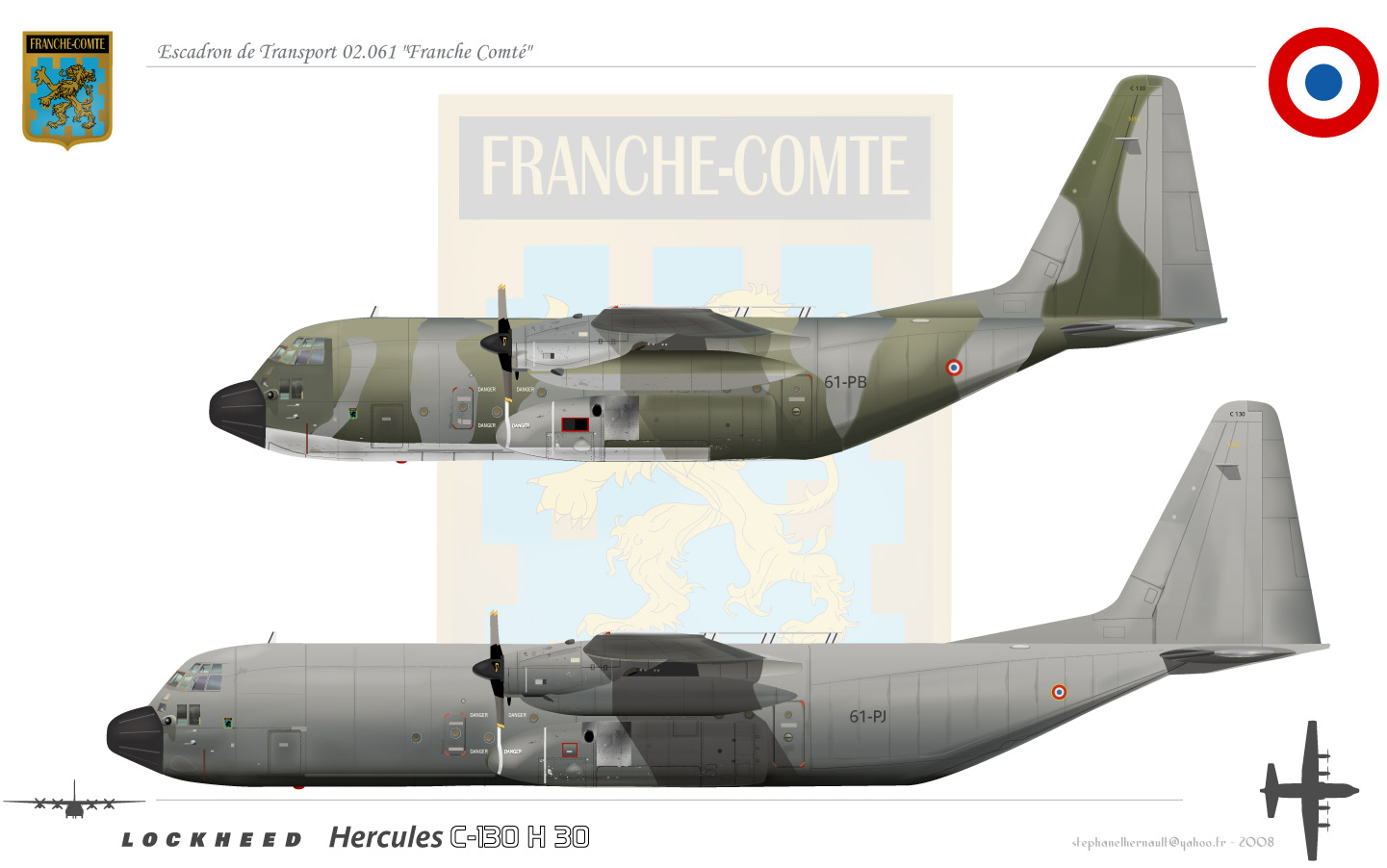
C-130H & H30 français de l'escadron de transport 2/61 Franche-Comté
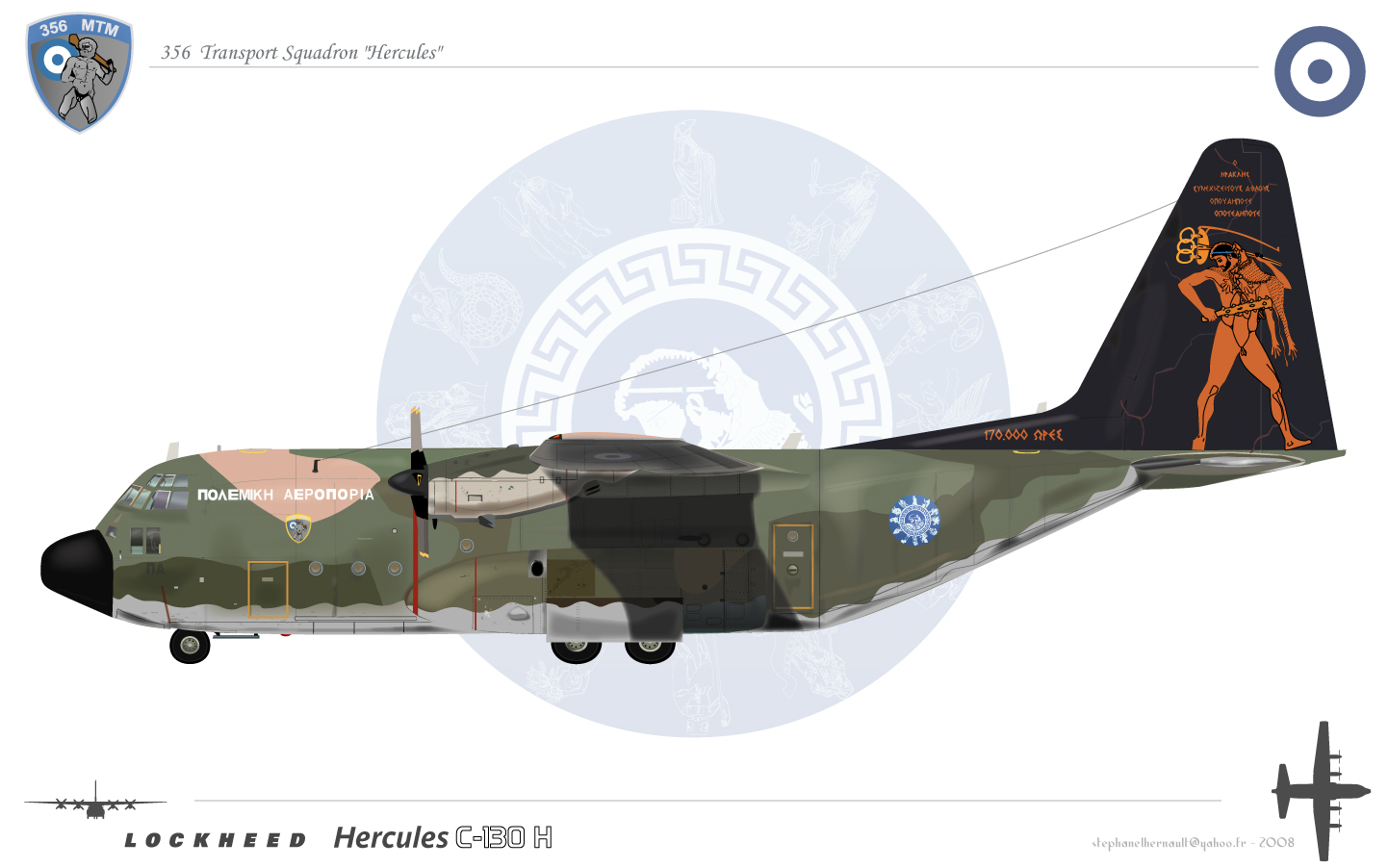
C-130H de la force aérienne grecque
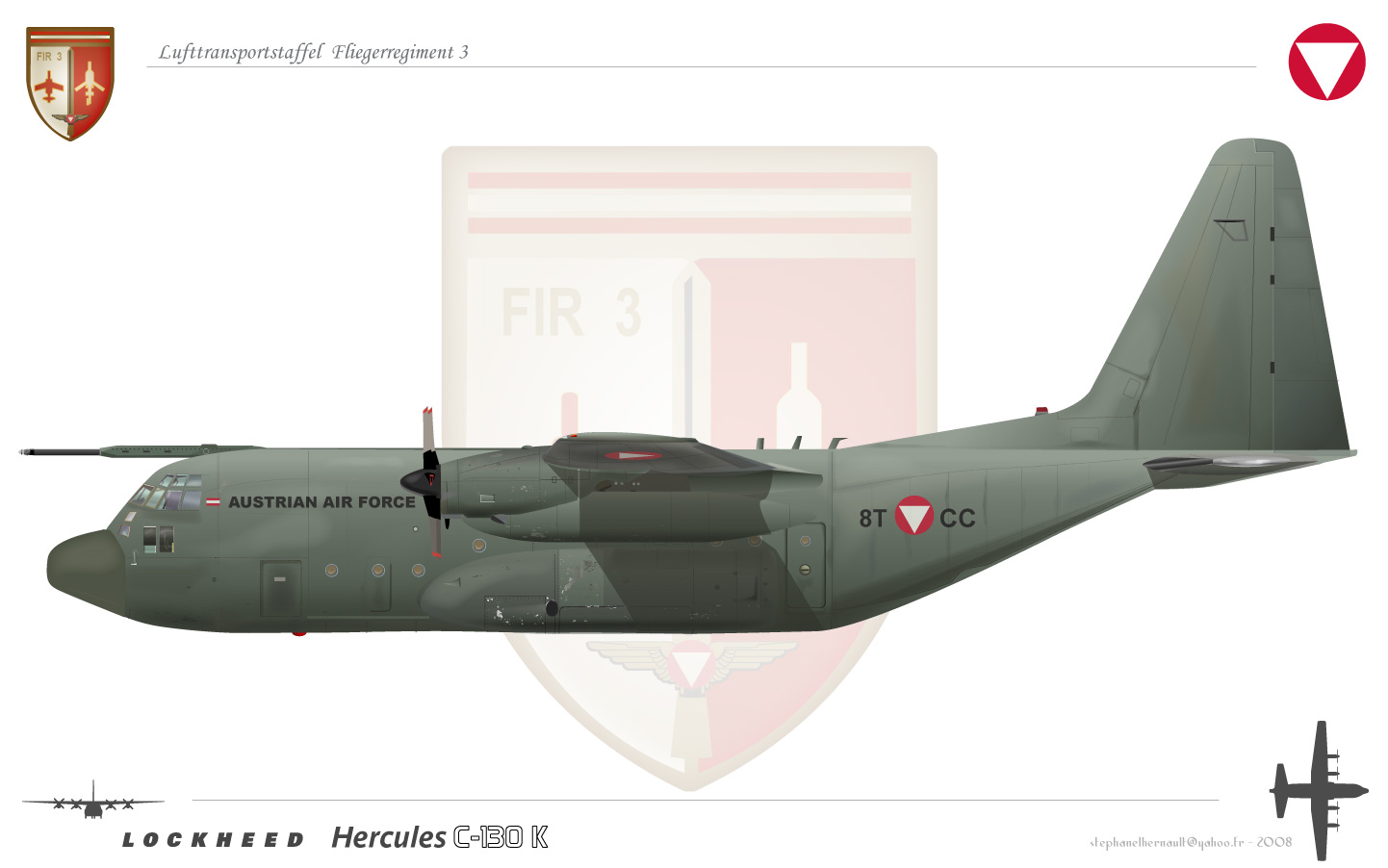
C-130K de l'armée de l'air autrichienne
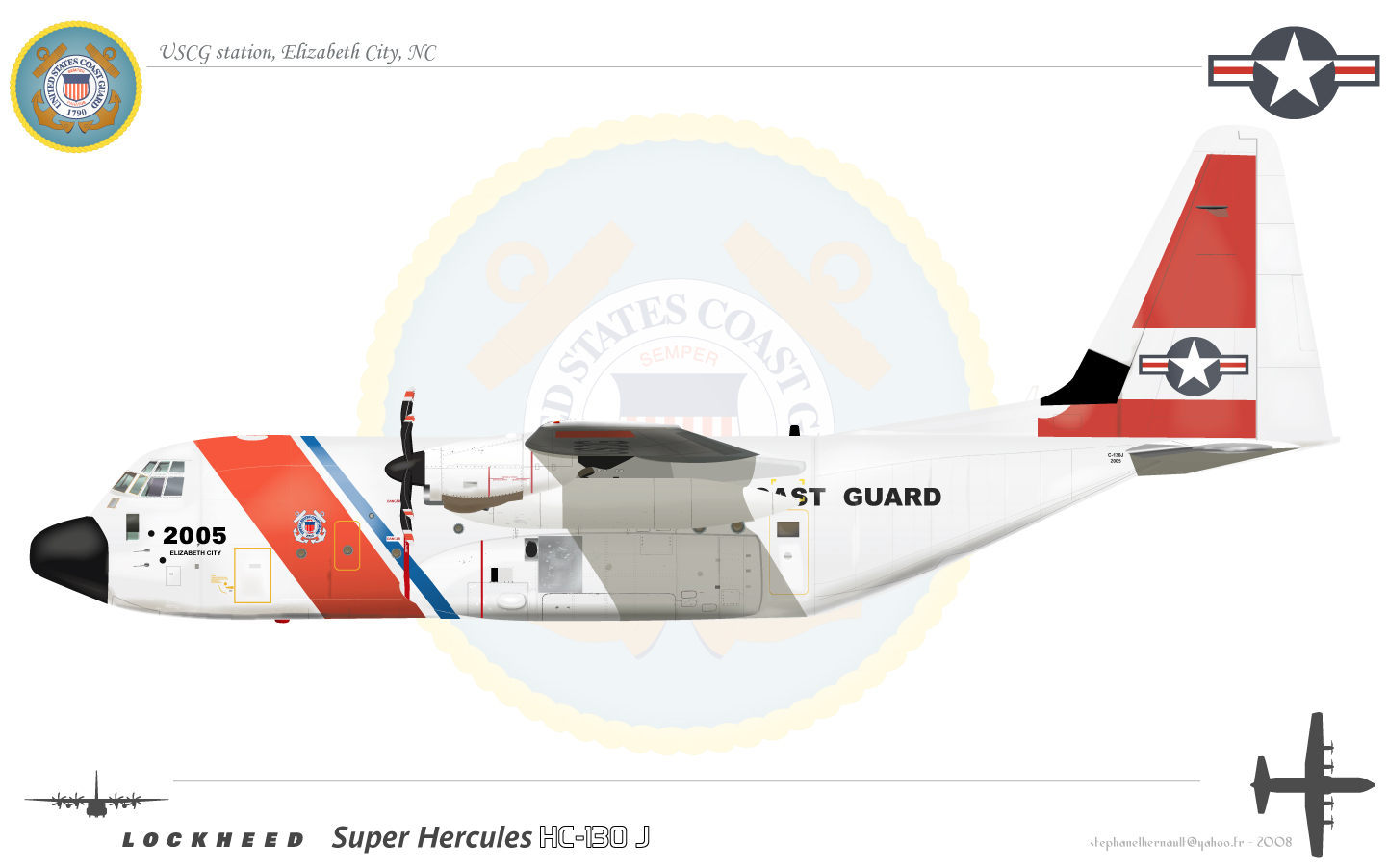
HC-130J des Garde-Côtes américains
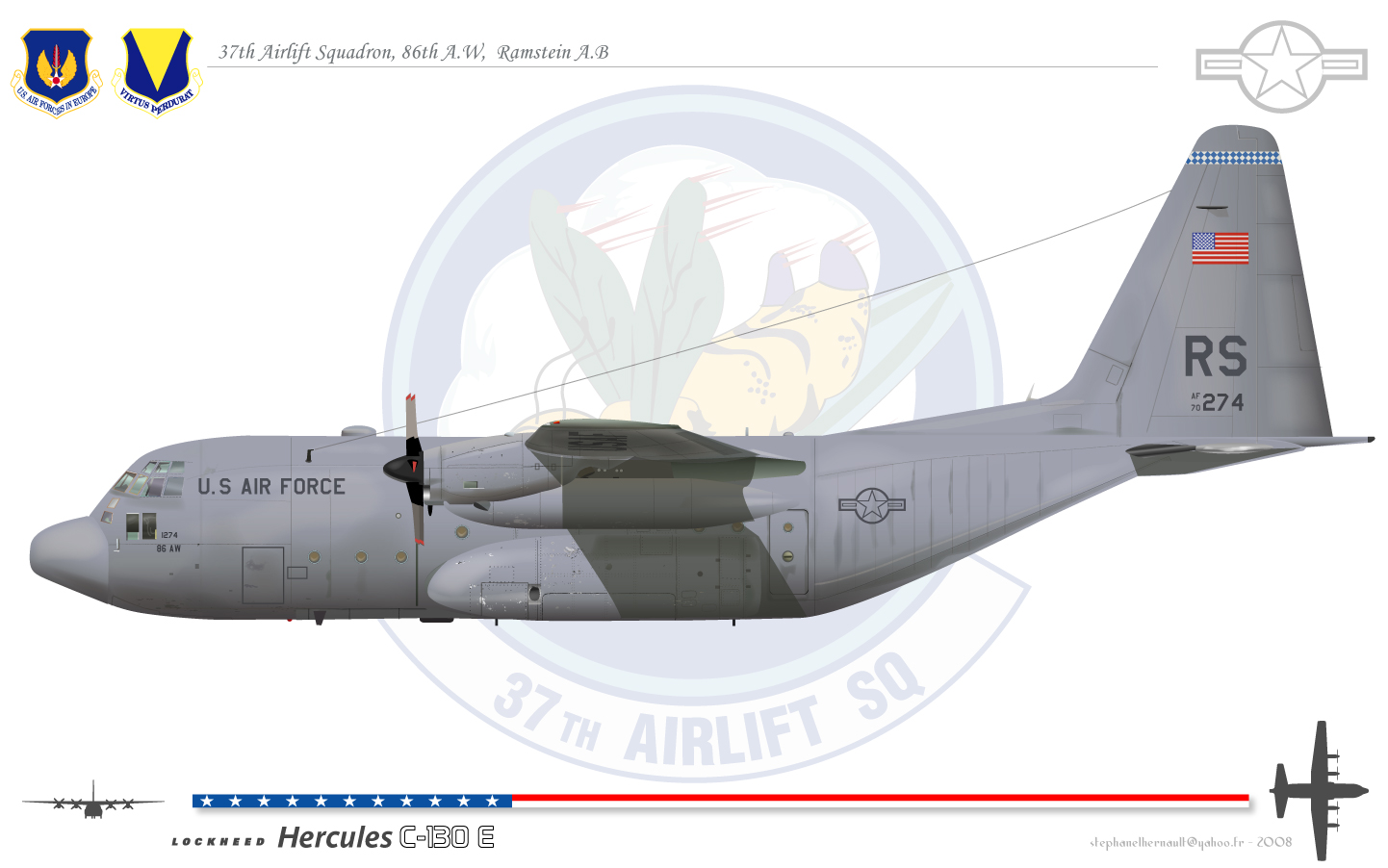
C-130E de l'US Air Force
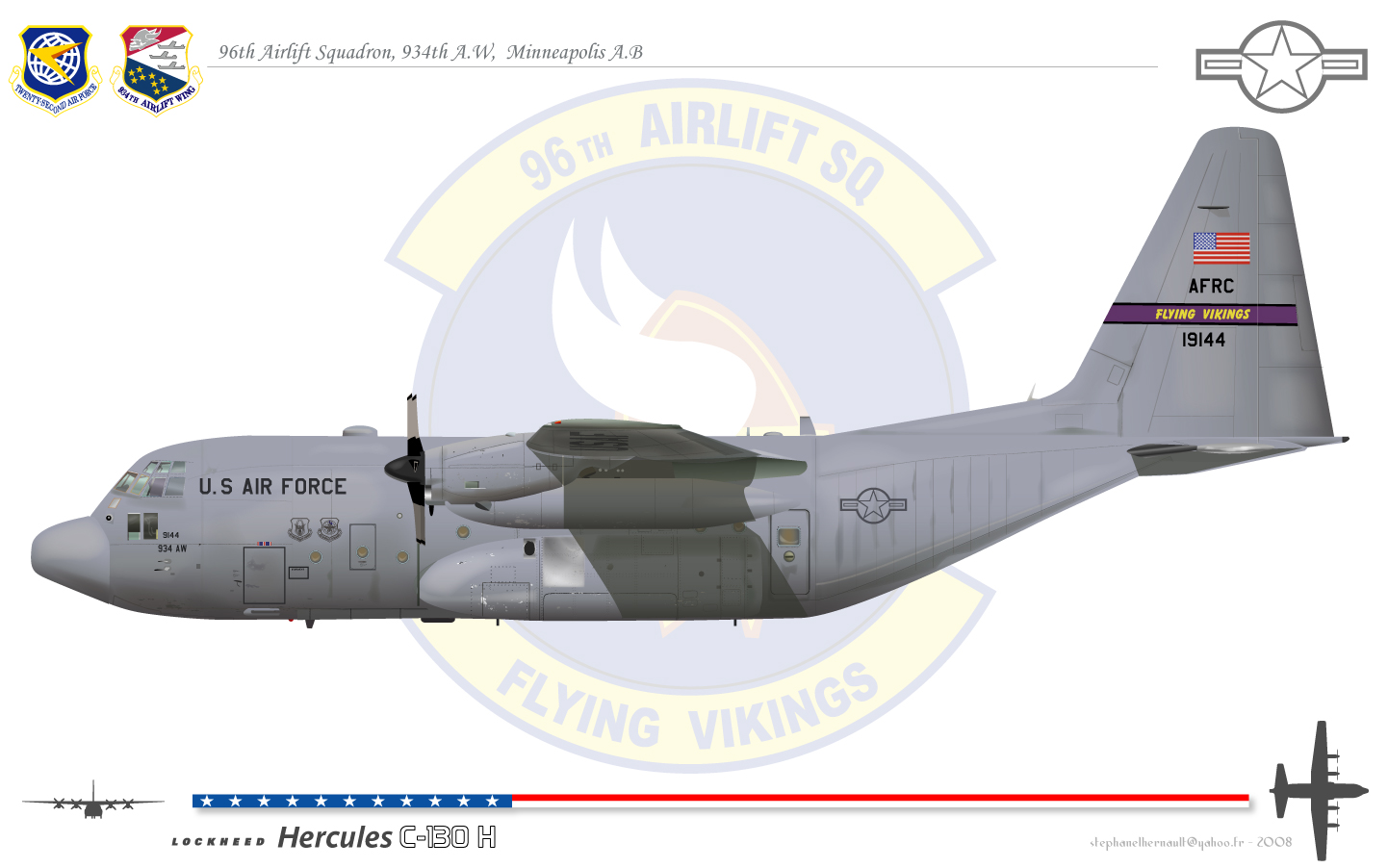
C-130H de l'US Air Force
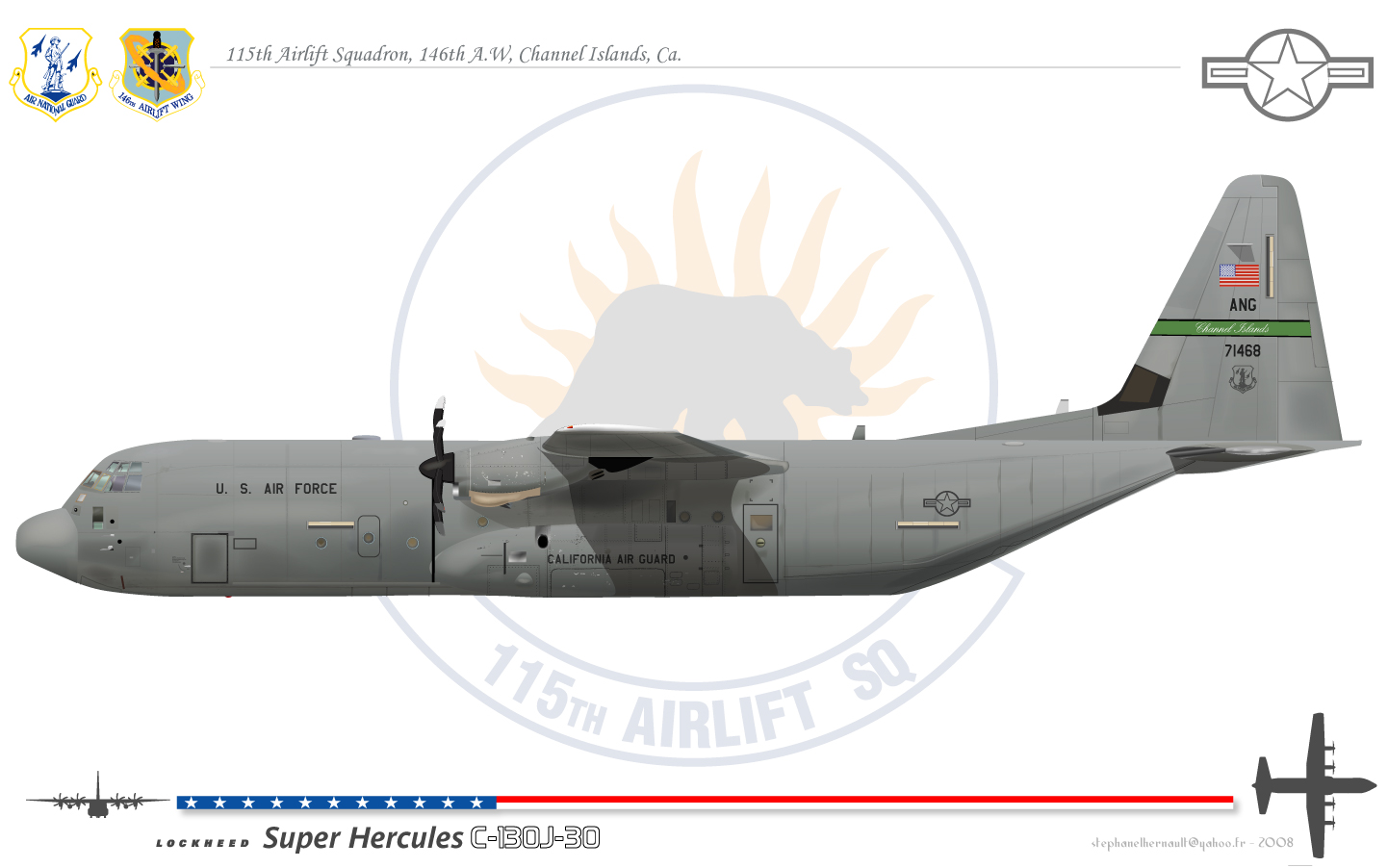
C-130J-30 de la garde nationale aérienne

## Culture populaire

### Cinéma
- Dans le film Tuer n'est pas jouer, les ennemis de James Bond 007 utilisent un avion de transport militaire soviétique, avec camouflage de type désertique, couleur sable et brun, et étoiles rouges, pour faire de la contrebande de diamants et de drogue. Capturé et amené du Maroc vers une base militaire soviétique en Afghanistan à bord de cet appareil, James Bond parvient à s'évader et s'empare de l'avion durant le chargement de sa cargaison de drogue. Il le fait s'écraser sur une montagne afghane et l'évacue juste à temps. L'avion est censé représenter un Antonov An-12 de fabrication soviétique[51].
- Dans Transformers, un AC-130 Spectre accompagné par deux A-10 fait feu sur Scorponok, en appui au sol du groupe de Leenox réfugié dans un village qatari.
- Dans Le Retour de K 2000, la base mobile est un C-130.
- Dans Fast and Furious 5, un C-130 emmène au Brésil l'unité d'intervention du Diplomatic Security Service menée par Luke Hobbs pour arrêter Dominic Toretto et son équipe.
- Dans La Chute de la Maison Blanche, un C-130 de l'USAF est utilisé par les terroristes nord-coréens pour pilonner la Maison-Blanche et la ville de Washington. Il sera finalement abattu par un F-22.
- Dans La Momie, le sarcophage de la princesse égyptienne Ahmanet est rapatrié d'Irak vers la Grande-Bretagne par un C-130 de l'USAF. L'appareil s'écrase dans le comté de Surrey près de l'abbaye de Waverley à la suite de collisions aviaires avec un essaim de corbeaux.
- Dans The Tomorrow War, un C-130 est utilisé pour aller en Russie enfin de chercher un vaisseau extraterrestre.

### Littérature
- Dans le roman Putsch à Ouagadougou (1984), Malko Linge et ses amis s'enfuient du pays grâce à un Hercules C-130.
- Dans les albums des Aventures de Buck Danny Le Vol du Rapier et Molotok 41 ne répond plus, Buck Danny et ses compagnons font apponter et décoller un C.130 Hercules depuis le porte-avions USS Forrestal afin d'aller libérer des prisonniers américains en URSS.

### Jeux vidéo
- Dans le jeu vidéo Tom Clancy's HAWX 2, une mission où l'on couvre une équipe des Ghost Recon ;
- Dans le jeu vidéo Ace Combat: Assault Horizon, une mission place le joueur au poste d'artilleur d'un AC-130U Spooky pour couvrir les forces alliées au sol ;
- Dans le jeu vidéo Metal Gear Solid 3: Snake Eater, au début, le joueur est parachuté depuis un Combat Talon.
- Dans la série Modern Warfare:
  - Dans le jeu vidéo Call of Duty 4: Modern Warfare, une mission nommée « La mort vient du ciel », où le joueur est à bord et doit couvrir les forces du S.A.S à bord d'un AC-130 Spectre ;
  - Dans le jeu vidéo Call of Duty: Modern Warfare 2, le largage d'urgence en multijoueur est effectué avec un C-130 Hercules ; on peut aussi piloter les canons d'un AC-130 en réussissant à effectuer 11 éliminations successives en multijoueur.
  - Dans le jeu vidéo Call of Duty: Modern Warfare 3 Le largage du bonus « Mastodonte » en multijoueur s'effectue via un C-130 Hercules, on peut aussi dans cet opus - comme dans le précédent - prendre les commandes des canons d'un AC-130 en effectuant une série de 12 éliminations successive. Une mission de la campagne permet également - à l'instar du premier opus - de couvrir l'unité de la Delta Force à Paris.
- Dans la série Battlefield:
  - Dans le DLC Battlefield 3: End Game.
  - Dans Battlefield 4, un AC130 apparaît dans le mode multijoueurs.
- Il apparait dans Syphon Filter: Dark Mirror
- Il apparait dans Syphon Filter 2 comme véhicule de transport qui sera détruit dès la première mission dans laquelle le joueur devra sauter en parachute puis retrouver son épave plusieurs missions plus tard.
- Dans le jeu vidéo Left 4 Dead, la campagne « Trou d'air » (Dead Air) se termine sur une piste d'aéroport où les survivants doivent ravitailler un C-130 avant de monter à bord de celui-ci pour échapper à la horde.
- Dans le jeu vidéo Grand Theft Auto V, il est possible d'acheter un C-130 (Titan) sur le mode en ligne au prix de deux millions de dollars chez Elitas Travel.
- Dans le jeu vidéo Command & Conquer: Generals et son extension Heure H l'appareil de transport aérien des États-Unis est fortement apparenté au C-130
- Dans le jeu vidéo PlayerUnknown's Battlegrounds, les joueurs sont parachutés au début de chaque partie depuis un C-130.

### Développement lié
- Lockheed Martin C-130J Super Hercules
- Lockheed AC-130
- Lockheed DC-130
- Lockheed EC-130 (en)
- Lockheed EC-130H Compass Call (en)
- Lockheed HC-130
- Lockheed Martin KC-130
- Lockheed LC-130
- Lockheed MC-130
- Lockheed WC-130
- Lockheed L-100 Hercules

### Aéronefs comparables
- Antonov An-12
- Armstrong Whitworth A.W.660 Argosy
- Blackburn Beverley
- Shaanxi Y-8
- Short Belfast
- Transall C-160